# Marlon Williams
 (juillet 2018).
Si vous disposez d'ouvrages ou d'articles de référence ou si vous connaissez des sites web de qualité traitant du thème abordé ici, merci de compléter l'article en donnant les références utiles à sa vérifiabilité et en les liant à la section « Notes et références ».

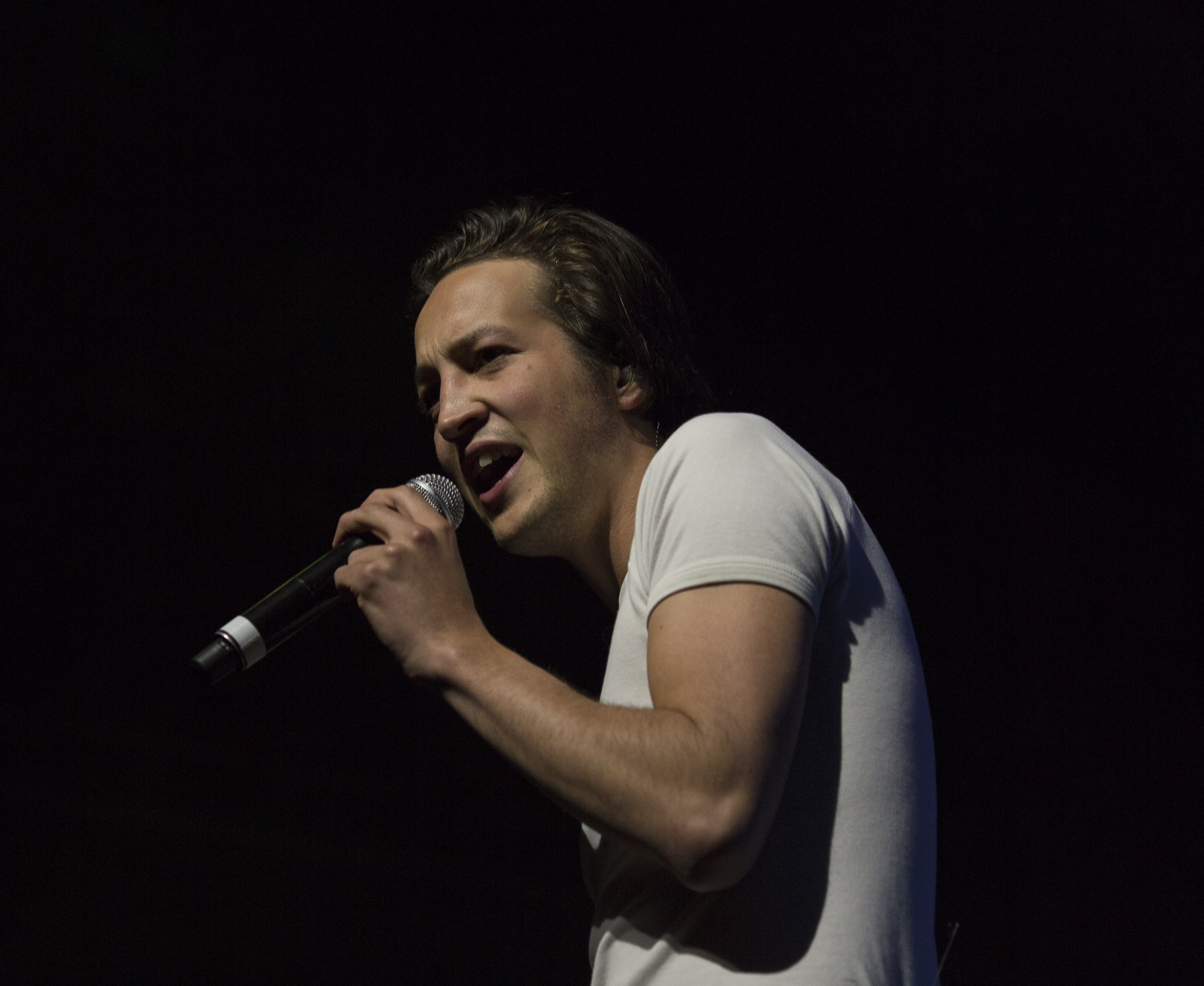
7 août 2015

Marlon Williams, né le 31 décembre 1990 à Christchurch, est un compositeur, chanteur et guitariste néo-zélandais.

## Biographie
Avant d'entamer sa carrière solo en 2015, Marlon Williams a enregistré quatre albums avec The Unfaithful Ways de 2007 à 2011, puis a formé un duo avec Delaney Davidson pour trois albums de 2012 à 2014.

## Discographie
Avec The Unfaithful Ways
- Four First Songs (2009)
- More Townes Van Zandt by the Great Unknown (compilation, 2010)
- Free Reign (2011)
- The Harbour Union (compilation, 2011)

Avec Delaney Davidson
- Sad But True: The Secret History of Country Music Songwriting Volume I (2012)
- Sad But True: The Secret History of Country Music Songwriting Volume II (2013)
- Sad But True: The Secret History of Country Music Songwriting Volume III (2014)

Solo
- Marlon Williams (2015)
- Make Way For Love (2018)
- Live in Auckland Town Hall (2019)
- My Boy (2022)

## Filmographie

### Cinéma
- 2018 : A Star Is Born de Bradley Cooper
- 2019 : Le Gang Kelly de Justin Kurzel
- 2021 : Lone Wolf de Jonathan Ogilvie
- 2023 : Bad Behaviour d'Alice Englert

### Série
- 2023 : Sweet Tooth